# Misvak, Ayvacık
Misvak là một xã thuộc huyện Ayvacık, tỉnh Çanakkale, Thổ Nhĩ Kỳ. Dân số thời điểm năm 2011 là 188 người.